# Ernst Perras
Ernst Perras (* 4. Dezember 1940) ist ein ehemaliger deutscher Fußballspieler. Von 1960 bis 1967 hat der überwiegend im damals praktizierten WM-System als Flügelstürmer einsetzbare Offensivspieler für die SpVgg. Fürth in der damals erstklassigen Fußball-Oberliga Süd in 38 Ligaspielen sechs Tore erzielt. Von 1963 bis 1971 folgten danach in der zweitklassigen Fußball-Regionalliga Süd noch 209 Ligaeinsätze mit 34 Toren.

## Laufbahn

### Amateur und Oberliga Süd, bis 1963
Hervorgegangen ist der Offensivspieler aus dem TSV Johannis Nürnberg. Zur Runde 1959/60 erreichte er mit dem TSV Johannis den Aufstieg in die 1. Amateurliga Bayern und behauptete sich als Aufsteiger 1960/61 in der Gruppe Nord auf dem 6. Rang. Der Oberligist SpVgg Fürth nahm die talentierte Offensivhoffnung zur Saison 1961/62 unter Vertrag, daneben kamen vom 1. FC Nürnberg noch Günter Rubenbauer und Waldemar Schweinberger an den Ronhof. Unter Trainer Jenő Vincze debütierten alle drei Neuzugänge am Rundenstarttag, den 6. August 1961, bei einem 0:0-Heimremis gegen den VfR Mannheim im grün-weißen Dress in der Oberliga Süd. Perras stürmte auf Linksaußen und kam im Verlauf der Verbandsrunde auf 15 Ligaeinsätze, in denen er zwei Tore erzielte. Rubenbauer und Schweinberger kamen dagegen über die Rolle des Ergänzungsspielers nicht hinaus. Im letzten Jahr der alten erstklassigen Oberliga Süd, 1962/63, steigerte Perras seine Einsatzzeiten auf 23 Ligaspiele mit vier Toren und gehörte damit der Stammelf an, welche am Rundenende auf dem 9. Tabellenrang rangierte. Die Spielvereinigung beendete die Ära der Erstklassigkeit der Oberliga Süd am 28. April 1963 mit einer 0:1-Auswärtsniederlage beim FC Bayern München. Der Angriff der Gäste hatte sich aus Helmut Fürther, Karl „Ossi“ Schmidt, Alfred Stumptner, Werner Schneider und Perras zusammengesetzt. Überragender Angreifer der Fürther war in dieser Saison Werner „Mac“ Schneider, welcher in 29 Spielen 20 Tore erzielte.
Für Fürth und Perras ging es 1963/64 nach der Bildung der Fußball-Bundesliga, in der zweitklassigen Regionalliga Süd weiter.

### Regionalliga Süd, 1963 bis 1971
Am Starttag, den 4. August 1963, bei einem 3:3-Auswärtsremis beim SV Waldhof Mannheim, debütierte Perras auf Linksaußen in der Regionalliga Süd. In der 32. Minute hatte er das „Kleeblatt“ mit 1:0 in Führung gebracht. Er gehörte auch am 22. September dem Angriff der Heimelf an, welche vor 10.000 Zuschauern dem FC Bayern München ein 1:1 abtrotzte. Er hatte es dabei in erster Linie mit Bayern-Verteidiger Peter Kupferschmidt zu tun gehabt. Desgleichen war er auch am linken Flügel beim 2:0-Heimerfolg am 28. März 1964 gegen Kickers Offenbach im Einsatz gewesen.
Erst in der Rückrunde im April 1964 fanden die Vincze-Schützlinge zu einer besseren Form und konnten Höhepunkte setzen. Im DFB-Pokal trotzte die Spielvereinigung am 7. April dem Bundesligisten Hamburger SV an der Alster ein 1:1 nach Verlängerung ab. Fünf Tage danach, am 12. April, holte sich die Fürther-Mittelfeldmannschaft beim späteren Südmeister Hessen Kassel mit einem 4:1-Auswärtserfolg beide Punkte ab. Bereits drei Tage nach dem Kasseler Auftritt, am 15. April, reiste der Hamburger SV zum Wiederholungsspiel im Pokal am Ronhof an. Vor 22.000 Zuschauern setzten sich die Mannen um Gyula Toth und Perras mit 2:1 nach Verlängerung gegen das Team um Horst Schnoor und Uwe Seeler nach Toren von Wolfgang Brzuske und Norbert Knopf durch. Am 22. April verlor das überstrapazierte Fürth mit 3:4 beim Bundesligisten Hertha BSC das Pokalspiel in der 2. Hauptrunde, wo Perras seine Mannschaft in der 37. Minute mit 1:0 in Führung gebracht hatte. Auch in Berlin war der Fürther Angriff in der Formation mit Brzuske, Knopf, Schneider, Tauchmann und Perras gegen die Hertha-Akteure wie Otto Rehhagel, Hans Eder, Hans-Joachim Altendorff, Helmut Faeder und Lutz Steinert aufgelaufen.
In der zweiten Regionalligasaison 1964/65, jetzt unter Trainer Željko Čajkovski, verharrte man mit dem 8. Rang weiter im Tabellenmittelfeld und Perras war nur in zehn Ligaeinsätzen (3 Tore) zum Einsatz gekommen. Danach ging es in der Tabelle in den folgenden zwei Runden aber nach oben: Die Spielvereinigung belegte 1966 den 4. und 1967 sogar den 3. Rang. Unter Trainer Robert Gebhardt hatte dabei Perras auf Linksaußen in 29 Ligaeinsätzen (1 Tor) zumeist mit den Kollegen Richard Albrecht, Norbert Knopf (15 Tore), Bernd Windhausen (32 Tore), Erich Tauchmann, Manfred Brunner und Rainer Boden den Angriff der Grün-Weißen gebildet. Vor der Runde waren mit Hermann Marchl, Jürgen Billmann, Manfred Brunner und dem Eigengewächs Rainer Boden Verstärkungen im Ligakader geglückt. Leider konnte Perras, der zuverlässige Flankengeber und Kombinierer am linken Flügel, nicht mit Toren das Ziel der Aufstiegsrunde unterstützen. Er lief in allen vier Spielen gegen Meister Kickers Offenbach (0:1, 0:0) und Vizemeister FC Bayern Hof (0:1, 1:1) auf, welche sich mit zwei Punkten Vorsprung die Spitzenplätze erspielt hatten.
In den folgenden vier Runden musste sich Perras und Fürth mit besseren Mittelfeldplätzen begnügen und nach der Saison 1970/71 beendete der Dauerlinksaußen nach insgesamt 209 Regionalligaeinsätzen mit 34 Toren seine Vertragsspieleraktivität und schloss sich zur Runde 1971/72 dem ASV Herzogenaurach in der Landesliga Mitte an.
Mit der Adidas-Elf wurde er auf Anhieb Meister und stieg in die 1. Amateurliga Bayern auf und feierte 1973/74 mit dem ASV den zweiten Meisterschaftserfolg. Durch die Neueinführung der 2. Fußball-Bundesliga zur Saison 1974/75 war aber 1974 kein Aufstieg möglich gewesen. Perras blieb bis 1977 in Herzogenaurach und übernahm ab der Saison 1977/78 den 1. FC Altdorf als Spielertrainer.